# 神戸弘陵学園高等学校
神戸弘陵学園高等学校（こうべこうりょうがくえんこうとうがっこう）は、兵庫県神戸市北区山田町小部妙賀山にある私立高等学校。
校舎が丘陵地の高台にあり、安全のため在校生の自転車通学は禁止されている。

## 沿革

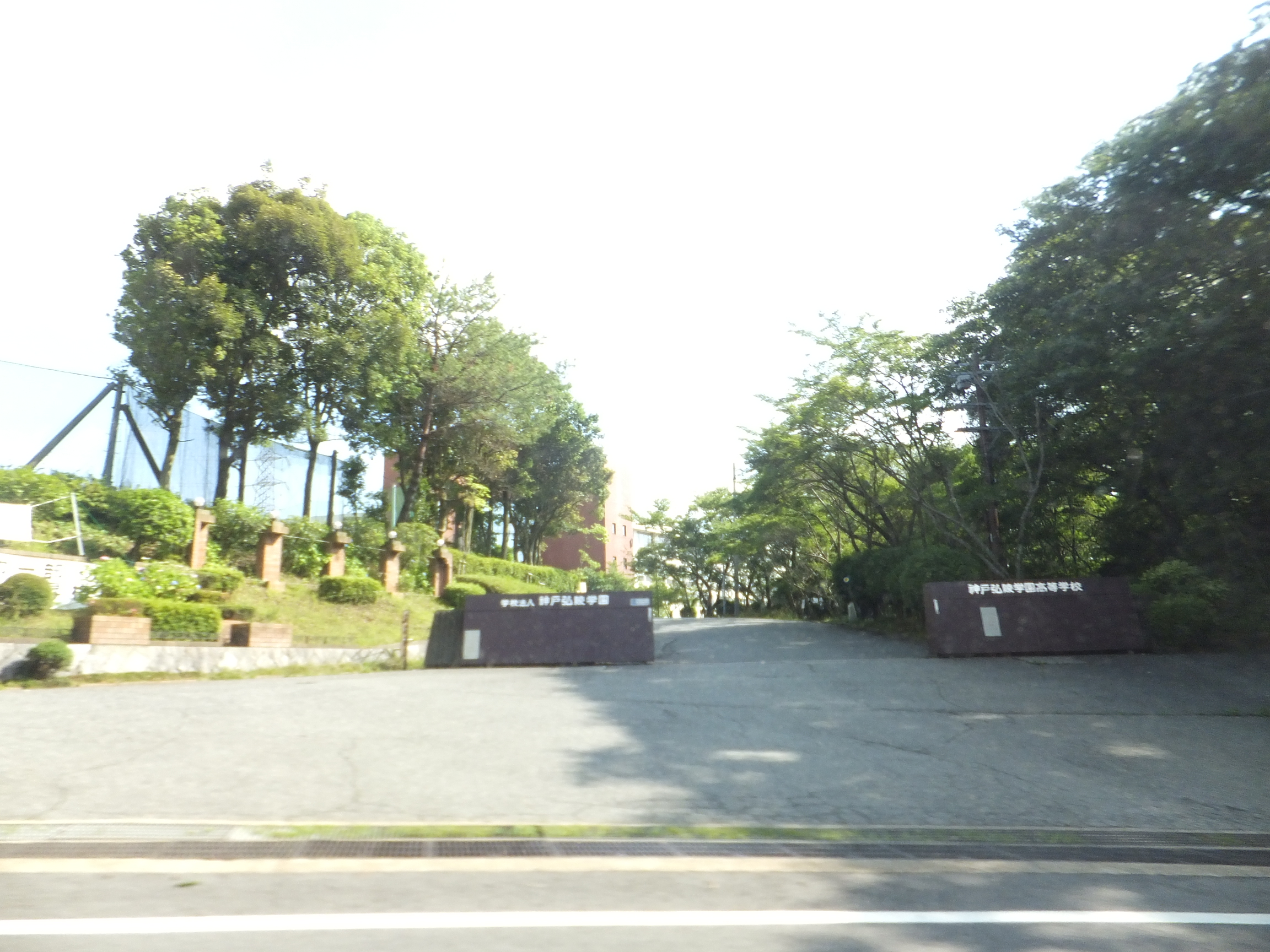
正門

- 1982年（昭和57年） - 兵庫県知事より認可を得る。
- 1983年（昭和58年） - 当時溝田旗工業の社長を務めていた実業家・溝田弘利によって設立される。
- 1985年（昭和60年） - 第2グラウンド完成。神戸弘陵メモリアルホールが竣工。
- 2012年（平成24年） - 文理コースと体育コースの名称を変更し、特進文理コース・総合教育コース・体育特選コースとなる。
- 2014年（平成26年） - 体育特選コースと特進文理コースが男女共学化する。(総合教育コースは男子のみ。)
- 2016年（平成28年） - 総合進学コース（男女共学）がスタート。体育特選コース、特進文理コース、総合進学コース、総合教育コース（男子のみ)となる。
- 2020年 (令和2年）- 総合教育コースの女子生徒の受け入れがスタート。よって、完全男女共学校となる。

## 学科
- 普通科　　　　　　　
  - 特進コース
  - 進学コース
  - 総合コース
  - 体育コース

## クラブ活動実績
- 野球部
  - 男子
    - 全国高等学校野球選手権大会 出場1回
      - 1989年（第71回）

    - 選抜高等学校野球大会出場 出場4回
      - 1990年（第62回）
      - 1991年（第63回）
      - （1992年〈第64回〉）※部員の喫煙が発覚し出場辞退、育英高等学校が代替出場
      - 1994年（第66回）　ベスト8　
      - 1999年（第71回）

  - 女子（入賞のみ記載）
    - 全日本女子硬式野球選手権大会    出場 10 回（2014年 - [注 1]）
      - 優勝　（1回） - 2024
      - 準優勝（1回） - 2022

    - 全国高等学校女子硬式野球選手権大会 出場 10 回（2014年 - [注 1]）
      - 優勝　（4回） - 2016、2021、2023、2024 [注 2][注 3]

    - 全国高等学校女子硬式野球ユース大会 出場 9 回（2015年 - [注 1]）
      - 優勝　（5回） - 2016、2017、2018、2021、2022
      - 準優勝（1回） - 2024

    - 全国高等学校女子硬式野球選抜大会  出場 9 回（2015年 - [注 1]）
      - 優勝　（4回） - 2018、2019、2023、2024
      - 準優勝（1回） - 2015、2022

    - 松本ローズカップ 出場 2 回
      - 優勝　（2回） - 2023、2024
- サッカー部
  - 男子
    - 全国高等学校サッカー選手権大会 出場12回
      - 68回 1989年
      - 71回 1992年
      - 72回 1993年　ベスト8
      - 74回 1995年
      - 75回 1996年
      - 78回 1999年
      - 79回 2000年
      - 92回 2013年
      - 94回 2015年
      - 98回 2019年
      - 99回 2020年
      - 102回 2023年

    - 2023年県内3冠（新人戦、総体、選手権）[注 4]

  - 女子
    - 全日本高等学校女子サッカー選手権大会 出場6回
      - 24回 2015年
      - 25回 2016年
      - 26回 2017年
      - 27回 2018年
      - 28回 2019年
      - 29回 2020年
- バレー部
  - 全国高等学校バレーボール選抜優勝大会 出場4回
    - 26回 1995年
    - 29回 1998年　ベスト8
    - 30回 1999年
    - 31回 2000年　ベスト16　

  - 全国高等学校総合体育大会バレーボール競技大会 出場6回
    - 1995年　ベスト16
    - 1996年　ベスト16
    - 1997年
    - 1998年　ベスト16
    - 1999年
    - 2000年　ベスト8

## 著名な出身者
サッカー
- 梅澤学
- 竹原欣也
- 奥大介（元日本代表）
- 窪田龍二
- 藤原務
- 土井良太
- 吉井直人
- 江坂任
- 田平起也
- 松井治輝
- 上月翔聖
- 高野裕維
- 合田朱里 (女子プロサッカー選手)

野球
- 山井大介（元プロ野球）
- 飯田優也（元プロ野球）
- 東晃平
- 多岐篤司（元プロ野球）
- 出口雄大（元プロ野球）
- 前田勝宏
- 玉野宏昌（元プロ野球）
- 佐藤友紀（トモキ）（元プロ野球）
- 飯田一弥（元プロ野球）
- 村上泰斗
- 龍田美咲（元女子プロ野球）
- 水流麻夏　(元女子プロ野球→阪神)
- 中川莉奈（元女子プロ野球）
- 一尾星吏夏（元女子プロ野球）
- 島野愛友利（女子野球選手・巨人）

その他
- 加藤竜馬（フットサル選手）
- 岡田佑介（プロレスラー）
- 髙木萌那（ガールズケイリン選手）
- こまつ（芸人・ミュージシャン）
- 金築卓也（BREATH）
- 羽谷勝太（しょーた）（YouTuber・俳優）
- 齊藤健一郎（参議院議員）

## 神戸弘陵学園事件
1984年に講師であった人物の再雇用を巡っての紛争。